# Chó sục cát Abyssinian

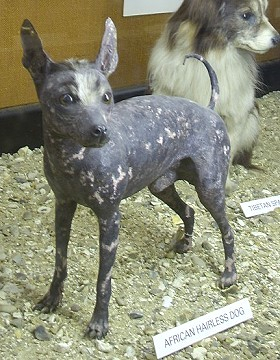
Một con chó sục cát Abyssinian

Chó sục cát Abyssinian (tiếng Anh: Abyssinian Sand Terrier) hoặc Chó trụi lông châu Phi là một giống chó không có lông. Nó có thể có chiều cao nằm trong khoảng từ 15,5 đến 20,5 in (39 đến 52 cm) và cân nặng từ 21 đến 39 lb (9,5 đến 17,7 kg). Chó sục cát Abyssinian không có lông ngoại trừ ở vị trí hộp sọ và cuối đuôi. Tuy nhiên, một số con chó giống này hoàn toàn không có lông. Chúng có màu đồng, màu xám voi, xám đen, đen, cát nhạt và đốm. Tai của chúng có hình dạng như hoa hồng.
Chó sục cát Abyssinian với một hộp sọ rộng với một mõm dài, nhọn. Đôi mắt chúng có kích thước trung bình và có hình dạng hạnh nhân, nhưng không lồi lên. Đôi tai của chúng có hình hoa hồng hoặc lớn và giống như dơi, cả hai đều có kết cấu rất mỏng. Mũi thường có màu đen, nhưng nhiều loài Chó săn Abyssinian có một chiếc mũi có cùng màu với lớp lông của chúng. Vết cắn do giống chó này tạo nên hình cắt như kéo hoặc tùy theo các mức độ khác nhau. Cổ chúng có hình dáng hơi cong một chút và trở nên dày khi tiến gần đến vai. Chó sục cát Abyssinian có một cái cổ họng rất sâu và rộng, với độ sâu tới khuỷu tay. Loài này có một lưng thẳng và mông tròn. Đuôi thường ở vị trí thấp và vươn lên trong một số thời điểm thích hợp. Giống chó này có khả năng tiếp cận tốt trong dáng đi của nó và rất cân bằng. Chó sục cát Abyssinian không sợ hãi, trung thành và sẵn lòng làm hài lòng chủ nhân.